# Michelle Lock
Michelle Lock, född 29 mars 1967, är en friidrottare från Australien. Hon deltog vid olympiska sommarspelen 1992.